# Rodrigo Lozano de la Fuente
Rodrigo Lozano de la Fuente  (Huerta de la Obispalía, Cuenca, 16 de octubre de 1920-Cuenca, 22 de mayo de 2022) fue un médico y político español. Alcalde de Cuenca (1961-1966), senador por Cuenca con Unión de Centro Democrático en la legislatura constituyente (1977-1979), y director del Hospital Virgen de la Luz.

## Biografía
Hijo de Rodrigo Lozano Contreras, agricultor y ganadero, y de María de la Fuente Patiño. Casado con Basilia Guerra Ortega, tuvo catorce hijos.
Estudió medicina en la Universidad de Madrid, especializándose en Ginecología. Fue jefe del servicio de Tocoginecología y Director del Hospital Virgen de la Luz.

## Trayectoria política
En 1960 comenzó su carrera política como Consejero Provincial del Movimiento. Al año siguiente fue alcalde de Cuenca, y posteriormente Presidente de la Diputación de Cuenca (1971-1974). Fue procurador en Cortes (1961-1977).
Durante su etapa como Alcalde de Cuenca (1961-1966) se construyeron: el Museo de Arte Abstracto Español, la Casa de la Cultura -obra del arquitecto Miguel Fisac-, y el Instituto femenino Hervás y Panduro. Además, se consiguió la declaración del casco antiguo de la capital conquense como paisaje pintoresco, y la Semana Santa y la Semana de Música Religiosa -que se había puesto en marcha durante esos años-, como Fiesta de Interés Turístico Internacional.
Fue el fundador de la Unión de Centro Democrático en Cuenca, y senador por esta provincia en la legislatura (1977-1979), siendo vocal de las Comisiones de Medio Ambiente; Agricultura y Pesca; y de la investigación sobre la situación del niño.

## Homenajes
El 27 de octubre de 2017, la Asociación Cuenca Abstracta 2016 le rindió un homenaje en la Universidad Internacional Menéndez Pelayo para agradecerle su labor en el campo de la cultura.
Aparte, fue Caballero comendador de la Orden de san Gregorio Magno y miembro de la asociación en Defensa de la Vida Humana.

## Publicaciones
- Un caso de tuberculosis genital con localización cervical, tratada y seguida de embarazo y parto normal, Cuenca, Imprenta Conquense (1960)